# Greg Leon
Greg Leon, nome completo Gregory Jay Leon (Glendale, 5 maggio 1958), è un chitarrista statunitense.
Ha fatto parte di note band come i Quiet Riot, Dokken e Rough Cutt. Egli fece parte, della band "Suite 19", con Tommy Lee prima che entrasse nei Mötley Crüe; è considerato un importante musicista della scena heavy metal di Los Angeles.

## Biografia
Greg Leon nacque nel 1958 e crebbe a Glendale, un quartiere di Los Angeles in California. Egli cominciò ad immergersi nella scena hard rock di Los Angeles dei fine anni 70. Inizialmente entrò nei Suite 19, band dove militava Tommy Lee dei Mötley Crüe, e fondò anche i "Greg Leon Invasion", con il bassista Joey Vera (più tardi membro degli Armored Saint, Fates Warning e Anthrax) ed il batterista Carl Elizondo (più tardi dei Jag Wire, e con Carl James).
Nel 1979 sostituì per un periodo Randy Rhoads nei Quiet Riot, e poco dopo entrò nei Dokken prima di George Lynch. Leon è infatti presente sulla cover del primo EP dei Dokken "Back in the Streets" del 1979, tuttavia egli non partecipò alle registrazioni dell'EP, sostituito poco prima proprio da George Lynch. All'epoca, Leon seguiva anche la carriera di insegnante di chitarra, e lavorava nella stessa scuola di musica dove lavorava la madre di Randy Rhoads a Burbank. Leon suonò anche per un breve periodo nei Rough Cutt in sostituzione al precedente Jake E. Lee.
Poco dopo continuò il suo progetto "The Greg Leon Invasion" con diversi musicisti. Leon aprì anche un'impresa di amplificatori a Hollywood che porta avanti tutt'oggi.
Nei tardi anni 90, Leon fondò anche la band "Wishing Well". Dal 2003 Leon riprese il nome di "The Greg Leon Invasion", partecipando a diversi festival europei nel 2005 assieme a nuove registrazioni.

## Discografia
- Wishing Well - Wishing Well
- The Greg Leon Invasion - Unfinished Business
- The Greg Leon Invasion - The Greg Leon Invasion
- Suza - Sweet Freedom